# David Blythe
David Blythe – australijski zapaśnik walczący w stylu wolnym. Srebrny medalista mistrzostw Oceanii w 1990 roku.